# Daichi Okumiya
Daichi Okumiya (屋宮 大地 Okumiya Daichi?, nacido el 27 de noviembre de 1988 en Kagoshima) es un futbolista japonés que se desempeña como defensa.

## Trayectoria

### Clubes
| Club          | País  | Año         |
| ------------- | ----- | ----------- |
| Honda Lock SC | Japón | 2011 - 2013 |
| FC Ryukyu     | Japón | 2014 - 2015 |
| FC Amawari    | Japón | 2016 - 2017 |
| FC Ryukyu     | Japón | 2018 -      |

## Estadística de carrera

### J. League
| Club      | Año   | J. League | J. League | Copa J. League | Copa J. League | Total | Total |
| Club      | Año   | Part.     | Goles     | Part.          | Goles          | Part. | Goles |
| --------- | ----- | --------- | --------- | -------------- | -------------- | ----- | ----- |
| FC Ryukyu | 2014  | 26        | 1         | -              | -              | 26    | 1     |
| FC Ryukyu | 2015  | 32        | 0         | -              | -              | 32    | 0     |
| Total     | Total | 58        | 1         | 0              | 0              | 58    | 1     |